# 18091 Iranmanesh
18091 Iranmanesh è un asteroide della fascia principale. Scoperto nel 2000, presenta un'orbita caratterizzata da un semiasse maggiore pari a 2,4343736 UA e da un'eccentricità di 0,0813890, inclinata di 6,46419° rispetto all'eclittica.